# Symphytum grandiflorum
Symphytum grandiflorum (Живокі́ст великоквітко́вий або вели́кий, або грузи́нський) — багаторічна рослина родини Шорстколистих, ендемік Кавказу. Декоративна культура.

## Опис

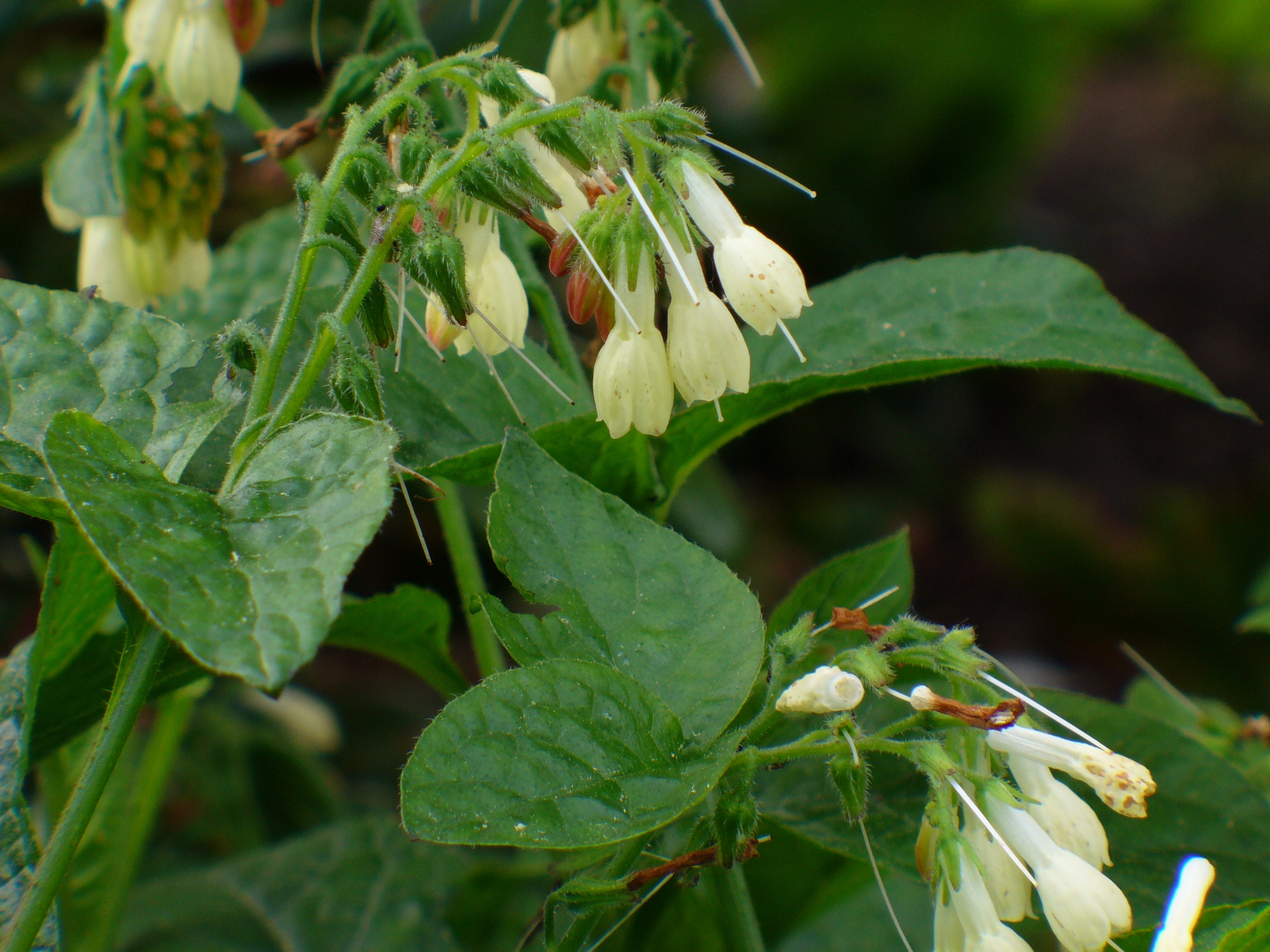
Суцвіття

Трав'яниста рослина заввишки 20-40 см. Кореневище довге, шнуроподібне, повзуче, гіллясте. Листки овально-серцеподібної форми, темно-зеленого кольору, вкриті волосками. Квітки завдовжки 20-24 мм, блідо-жовті, трубчасто-дзоникуваті, зібрані у своєрідні пучки. У культурних сортів колір міниться від рожевого у пуп'янках до блакитного та білого у повному розквіті.

## Поширення та екологія
Живокіст великоквітковий зростає на північний схилах Великого Кавказу, охороняється на території Кавказького заповідника.
Зростає у мішаних гірських лісах: світлих, напівтінистих та тінистих, на достатньо зволожених ґрунтах. Полюбляє прохолодні місцини. Активно розростається. При відсутності конкуренції утворює великі куртини. При зростанні поряд з іншими видами, може утворювати гібриди. Квітне у травні або на початку червня. Розмножується як вегетативно (відокремлення відростків, поділ куща), так і насінням. Взимку витримує морози до −23 °C, але при відсутності снігу вимерзає.

## Значення та охорона
Використовується як декоративна рослина, за якою потрібен мінімальний догляд. У заростях живокості не зростають бур'яни. Шляхом селекції виводяться різні сорти:
- Hidcote Blue з синьо-білими суцвіттями та Hidcote Pink з рожевими квітками, більш високі (до 45 см), з темно-зеленими листками, дзвіночкоподібними квітками, витримують напівтінь[5]
- Goldsmith англійський варієгатний з листками, які мають золотисто-жовтий край. Сонцелюбний та теплолюбний[6]
- Variegata варієгатний гібридний сорт